# Birao (République centrafricaine)
Pour les articles homonymes, voir Birao.
Birao est une ville de République centrafricaine, chef-lieu de la préfecture de Vakaga ainsi que de l'une de ses deux sous-préfectures. Elle compte environ 14 000 habitants.

## Géographie
Birao est situé dans le nord-est du pays en zone semi-désertique, tout près de la frontière du Soudan et du Tchad (45 km de la frontière avec le Soudan et 60 km de celle du Tchad). La ville est située par ailleurs à 150 km au nord de Ouanda Djallé et surtout à 300 km de Nyala, la ville importante de loin la plus proche (Birao est en effet par ailleurs à 1 000 kilomètres de la capitale Bangui, autant de N'Djamena et à 1 600 km de Khartoum).

## Histoire

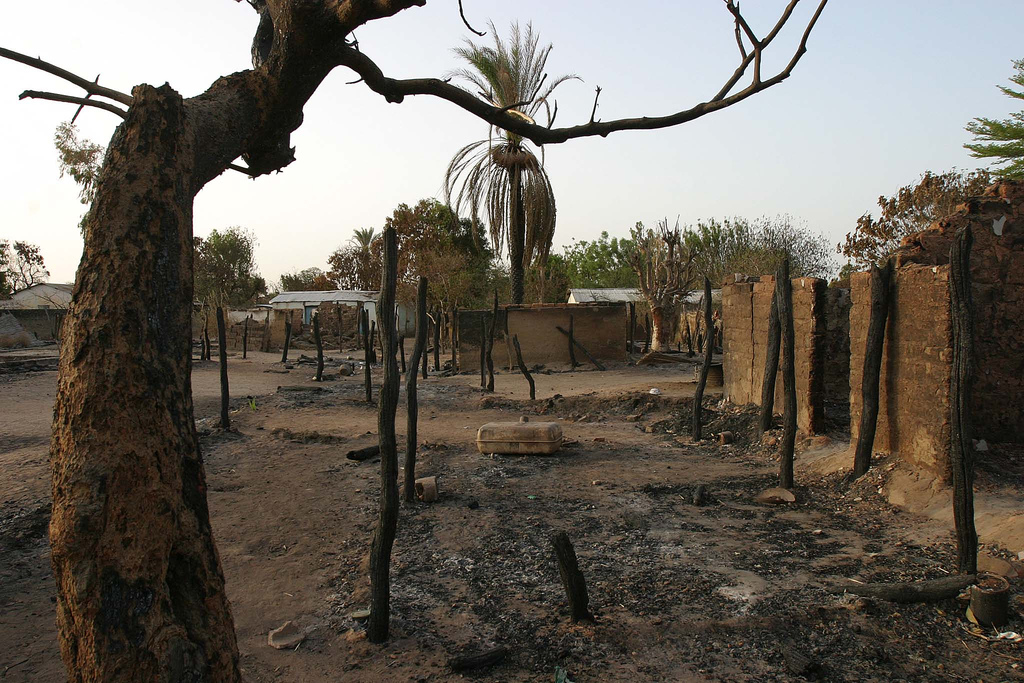
Birao après les combats de mars 2007.

### Pendant la période coloniale
Birao a été fondée en novembre 1918 comme poste le plus septentrional de la colonie de l'Oubangui-Chari.

### Avant la première guerre civile
Sous le régime de Jean-Bedel Bokassa, Birao avait été choisie comme lieu de bannissement, comme cela arriva à la femme d'Alexandre Banza et leurs neuf enfants en 1969.

### Depuis 2004
Le 30 octobre 2006, la ville est attaquée et occupée par l'Union des forces démocratiques pour le rassemblement (UFDR) hostiles au gouvernement de François Bozizé et l'armée régulière centrafricaine. L'intervention de l'armée de l'air française le 14 novembre 2006 à Birao a stoppé l'avancée des rebelles sur la ville. La ville est reprise les 27 et 28 novembre par les forces armées centrafricaines épaulées par l'armée française.
Avec l'ouverture de négociations entre les parties belligérants, sous l'égide sécuritaire de l'armée tchadienne, une force africaine internationale mandatée par l'ONU est autorisée par la République centrafricaine à se déployer dans la ville.
La ville de Birao et le contingent français qui y était stationné (13e demi-brigade de Légion étrangère) sont attaqués par l'UFDR le 4 mars 2007, déclenchant une riposte des avions de chasse Mirage F1 et l'envoi d'une centaine de soldats français stationnés au Gabon en renfort.
Le 13 avril 2007, un traité de paix est signé à Birao entre les forces gouvernementales et l'UFDR.
En 2007 est créée la MINURCAT.
Des épisodes de combat ont lieu en juin 2009.
Le 15 novembre 2010, la ville repasse sous le contrôle de l'armée centrafricaine mais est immédiatement reprise par un mouvement nouveau armé nommé Convention des patriotes pour la justice et la paix. Le 1er décembre 2010, l'armée tchadienne intervient une nouvelle fois pour reprendre la ville aux rebelles au nom du gouvernement centrafricain,.
L'actuel[Quand ?] sultan de la Vakaga, Ahamat Moustapha Am-Gabo, est basé à Birao, ville dont il est également le maire.

## Économie
La ville est particulièrement isolée du reste du pays. Elle possède toutefois un aéroport.
La ville, comme le reste de la Vakaga, est tournée vers le Soudan. L'accès à Nyala, la grande ville soudanaise située à 300 km, est en effet bien plus simple que la route difficile et dangereuse vers la capitale Bangui, longue de 1 000 km et qui passe à travers un territoire sur lequel l'Etat centrafricain n'exerce aucun contrôle.
La frontière avec le Tchad est en théorie fermée depuis 2014.